# Potentilla arctica
Potentilla arctica là loài thực vật có hoa trong họ Hoa hồng. Loài này được Rouy miêu tả khoa học đầu tiên.